# ويليام هارينجتون ليهي
ويليام هارينجتون ليهي (بالإنجليزية: William Harrington Leahy) هو ضابط أمريكي، ولد في 27 أكتوبر 1904 في واشنطن العاصمة في الولايات المتحدة، وتوفي في 12 مايو 1986 في تشيفي تشايس ‏ في الولايات المتحدة.